# Herb gminy Malanów
Herb gminy Malanów – symbol gminy Malanów, ustanowiony 30 grudnia 1999.

## Wygląd i symbolika
Herb przedstawia na tarczy w polu zielonym złote drzewo dębowe, a pod nim dzwon oraz krzyż biskupi. Drzewo symbolizuje dąb Bartek rosnący w Kotwasicach, natomiast zielone tło nawiązuje do rolniczego charakteru miejscowości i gminy. 